# Gaspard Antoine Verny
Gaspard Antoine Verny, né le 29 novembre 1741 à Riom , et mort le 8 septembre 1834 dans la même ville, est un avocat français, élu député suppléant du Tiers état aux États généraux de 1789.

## Biographie
Gaspard Antoine Verny est le fils de Claude Amable Verny, notaire royal et procureur en la sénéchaussée d'Auvergne.
Avocat au parlement en 1764 et procureur du Roi des maréchaussées. Il est échevin d'honneur de la ville de Riom quand il est nommé à l'unanimité premier suppléant du tiers état de la sénéchaussée d'Auvergne, le 28 mars 1789.  Après le choix de Clermont-Ferrand en février 1790 comme chef-lieu du département du Puy-de-Dôme, les Riomois l'ont envoyé à l'Assemblée nationale constituante avec de Barante et Durif pour lui porter leurs doléances et attirer à Riom les établissements judiciaires.
Il est nommé juge président du tribunal de district par lettres patentes du roi Louis XVI le 29 octobre 1790.
Le 22 mars 1792, il achète le bâtiment conventuel sud de l'abbaye de Mozac ainsi qu'une bonne partie du cloître et le parc attenant, au titre des biens nationaux, pour un montant total de 71 200 livres. Il en fait sa résidence. 
Il est président de chambre à la formation de la cour d'appel de Riom, en 1811. Il est mis à la retraite en 1827.

## Famille
- Claude Amable Verny, notaire royal,
  - Gaspard Antoine Verny, avocat puis magistrat,
    - Claude Amable Verny, né à Riom le 4 juin 1775
      - Gaspard Antoine Verny, né à Riom le 23 octobre 1801 et mort 2 octobre 1872, magistrat à Riom, chevalier de la Légion d'honneur en 1863[2].

## Distinction
- Chevalier de la Légion d'honneur en 1819.